# Marquette Heights
Marquette Heights è un comune degli Stati Uniti d'America, situato nell'Illinois, nella contea di Tazewell.